# Минкебе (парк)
Национален парк Минкебе е национален парк в североизточната част на Габон.
Заема площ от 7570 km². Според Световния фонд за дивата природа националният парк се нуждае от защита. От 1997 г. насам активно се работи за опазването на парка.
Националният парк е създаден през 2000 г., правителството на Габон го признава през април 2002 г. Международният съюз за защита на природата обявява националния парк за застрашен и е предложен за културно и природно наследство на ЮНЕСКО.

## История
Членовете на африканското племе Фанг населяват териториите на Микебе, но за да стане защитена територия, днес паркът няма постоянна човешка популация. Името „Минкебе“ произлиза от думата „Minkegbe“, която означава „долина“ или „канавка“. През 20-те години на 20 век паркът е бил под френски контрол.
През 1997 г. Световният фонд за дивата природа започва да изпълнява една програма, която има за цел да опази природата на националния парк. За целта са създадени два центъра за горско командване. Единият от тези центрове е построен в близост до река Ноуна.
От 1997 г. Холандия сътрудничи на Световния фонд при работата по опазването, както и Американската агенция за международно развитие. Тези организации работят за опазването на биологичното разнообразия на парка. Менкебе получава дарения от ЮНЕСКО, Европейския съюз и от Глобалния френски екологичен фонд.
Световният фонд създава комплекс от защитени райони в държавите Габон, Камерун и Република Конго. Тази зона се счита за една от най-богатите биологични гори в Африка. Тази зона между трите държави е известна като Джа-Одзала-Минкебе, като всяка от страните се ангажира да оказва съдействие, изпълнение и управление на зоната с цел насърчаване на опазването и развитието. Тази зона заема прощ от 14 000 km² (ок. 7,5% от горите на Конго) В близост до националния парк Минкебе се намира втората по големина мина с желязна руда.

## Животни
Националният парк Минкебе има разнообразен животински свят. Например: слонове, катерици, шимпанзета, леопарди, крокодили, видри и др.